# The Virgin Tour
The Virgin Tour war die erste Tournee der US-amerikanischen Pop-Sängerin Madonna. Sie fand im Frühjahr 1985 statt. Obwohl zunächst auch Konzerte außerhalb von Nordamerika geplant waren, wurde die Tour einzig in den USA und Kanada abgehalten. Die Set-Liste bestand aus Titeln von Madonnas ersten beiden Solo-Alben Madonna (1983) und Like a Virgin (1984). Die Bühne wurde von ihrem Bruder Christopher Ciccone entwickelt.
Als Vorgruppe traten die Beastie Boys auf.

## Songliste
1. Dress You Up
2. Holiday
3. Into the Groove
4. Everybody
5. Angel
6. Gambler
7. Borderline
8. Lucky Star
9. Crazy for You
10. Over and Over
11. Burning Up
12. Like a Virgin
13. Material Girl

## Live – The Virgin Tour
Am 13. November 1985 wurde ein Live-Mitschnitt der Tour auf VHS veröffentlicht. Dieser wurde beim Auftritt in Detroit am 25. Mai aufgenommen und Daniel Kleinman führte Regie. Das Live-Video erreichte Anfang 1986 Platz eins in den US-amerikanischen Musikvideo-Charts und avancierte in den USA zum meistverkauften Musikvideo des Jahres. Für über 200.000 verkaufte Einheiten wurde es mit 2× Platin ausgezeichnet.
Bisweilen ist noch eine Version auf Laserdisc erschienen; eine Veröffentlichung als DVD ist noch nicht erfolgt.

### Trackliste
1. Dress You Up
2. Holiday
3. Into the Groove
4. Everybody
5. Gambler
6. Lucky Star
7. Crazy for You
8. Over and Over
9. Like a Virgin
10. Material Girl

## Tourdaten
| Datum          | Stadt          | Land               | Veranstaltungsplatz             |
| -------------- | -------------- | ------------------ | ------------------------------- |
| 10. April 1985 | Seattle        | Vereinigte Staaten | Paramount Theatre               |
| 12. April 1985 | Seattle        | Vereinigte Staaten | Paramount Theatre               |
| 13. April 1985 | Seattle        | Vereinigte Staaten | Paramount Theatre               |
| 15. April 1985 | Portland       | Vereinigte Staaten | Arlene Schnitzer Concert Hall   |
| 16. April 1985 | Portland       | Vereinigte Staaten | Arlene Schnitzer Concert Hall   |
| 19. April 1985 | San Diego      | Vereinigte Staaten | SDSU Open Air Theatre           |
| 20. April 1985 | San Diego      | Vereinigte Staaten | SDSU Open Air Theatre           |
| 21. April 1985 | Costa Mesa     | Vereinigte Staaten | Pacific Amphitheatre            |
| 23. April 1985 | San Francisco  | Vereinigte Staaten | San Francisco Civic Auditorium  |
| 26. April 1985 | Los Angeles    | Vereinigte Staaten | Universal Amphitheatre          |
| 27. April 1985 | Los Angeles    | Vereinigte Staaten | Universal Amphitheatre          |
| 28. April 1985 | Los Angeles    | Vereinigte Staaten | Universal Amphitheatre          |
| 30. April 1985 | Tempe          | Vereinigte Staaten | ASU Activity Center             |
| 3. Mai 1985    | Dallas         | Vereinigte Staaten | Dallas Convention Center        |
| 4. Mai 1985    | Houston        | Vereinigte Staaten | Hofheinz Pavilion               |
| 5. Mai 1985    | Austin         | Vereinigte Staaten | Frank Erwin Center              |
| 7. Mai 1985    | New Orleans    | Vereinigte Staaten | Lakefront Arena                 |
| 9. Mai 1985    | Tampa          | Vereinigte Staaten | USF Sun Dome                    |
| 10. Mai 1985   | Orlando        | Vereinigte Staaten | Orange County Convention Center |
| 11. Mai 1985   | Pembroke Pines | Vereinigte Staaten | Hollywood Sportatorium          |
| 14. Mai 1985   | Atlanta        | Vereinigte Staaten | The Omni                        |
| 16. Mai 1985   | Cleveland      | Vereinigte Staaten | Public Auditorium               |
| 17. Mai 1985   | Cincinnati     | Vereinigte Staaten | Cincinnati Gardens              |
| 18. Mai 1985   | Chicago        | Vereinigte Staaten | UIC Pavilion                    |
| 20. Mai 1985   | Chicago        | Vereinigte Staaten | UIC Pavilion                    |
| 21. Mai 1985   | Saint Paul     | Vereinigte Staaten | Saint Paul Civic Center         |
| 23. Mai 1985   | Toronto        | Kanada             | Maple Leaf Gardens              |
| 25. Mai 1985   | Detroit        | Vereinigte Staaten | Cobo Arena                      |
| 26. Mai 1985   | Detroit        | Vereinigte Staaten | Cobo Arena                      |
| 28. Mai 1985   | Pittsburgh     | Vereinigte Staaten | Pittsburgh Civic Arena          |
| 29. Mai 1985   | Philadelphia   | Vereinigte Staaten | Philadelphia Spectrum           |
| 30. Mai 1985   | Hampton        | Vereinigte Staaten | Hampton Coliseum                |
| 1. Juni 1985   | Columbia       | Vereinigte Staaten | Merriweather Post Pavilion      |
| 2. Juni 1985   | Worcester      | Vereinigte Staaten | Worcester Centrum               |
| 3. Juni 1985   | New Haven      | Vereinigte Staaten | New Haven Coliseum              |
| 6. Juni 1985   | New York City  | Vereinigte Staaten | Radio City Music Hall           |
| 7. Juni 1985   | New York City  | Vereinigte Staaten | Radio City Music Hall           |
| 8. Juni 1985   | New York City  | Vereinigte Staaten | Radio City Music Hall           |
| 10. Juni 1985  | New York City  | Vereinigte Staaten | Madison Square Garden           |
| 11. Juni 1985  | New York City  | Vereinigte Staaten | Madison Square Garden           |

### Billboard Boxscore
| Veranstaltungsort               | Stadt         | Tickets verkauft / verfügbar | Einnahmen  |
| ------------------------------- | ------------- | ---------------------------- | ---------- |
| SDSU Open Air Theatre           | San Diego     | 8.696 / 8.696 (100 %)        | $124.773   |
| Pacific Amphitheatre            | Costa Mesa    | 18.765 / 18.765 (100 %)      | $297.473   |
| San Francisco Civic Auditorium  | San Francisco | 8.500 / 8.500 (100 %)        | $127.500   |
| ASU Activity Center             | Tempe         | 10.013 / 10.013 (100 %)      | $133.427   |
| Dallas Convention Center        | Dallas        | 8.717 / 8.717 (100 %)        | $130.735   |
| Hofheinz Pavilion               | Houston       | 7.300 / 7.300 (100 %)        | $101.880   |
| USF Sun Dome                    | Tampa         | 8.400 / 8.400 (100 %)        | $125.415   |
| Orange County Convention Center | Orlando       | 10.596 / 10.596 (100 %)      | $154.274   |
| The Omni                        | Atlanta       | 14.843 / 14.843 (100 %)      | $215.760   |
| Maple Leaf Gardens              | Toronto       | 16.000 / 16.000 (100 %)      | $238.264   |
| Cobo Arena                      | Detroit       | 24.382 / 24.382 (100 %)      | $332.780   |
| Pittsburgh Civic Arena          | Pittsburgh    | 15.600 / 15.600 (100 %)      | $219.210   |
| Philadelphia Spectrum           | Philadelphia  | 15.543 / 15.543 (100 %)      | $207.547   |
| Worcester Centrum               | Worcester     | 11.981 / 11.981 (100 %)      | $177.515   |
| New Haven Coliseum              | New Haven     | 10.190 / 10.190 (100 %)      | $153.856   |
| Radio City Music Hall           | New York City | 17.538 / 17.538 (100 %)      | $294.050   |
| Total                           | Total         | 207.064 / 207.064 (100 %)    | $3.034.460 |